# Надпорожье
Надпорожье, Днепровское Надпорожье (укр. Надпоріжжя, Дніпровське Надпоріжжя) — украинская географическая и этнокультурная область. Означает территории «над днепровскими порогами», вверх по течению Днепра. Часто взаимозаменяют с названием Приднепровья.

## Территория
Часто Днепропетровскую область вообще называют Надпорожьем в отличие от располагающейся ниже по Днепру Запорожской области — Запорожья.
Географически охватывает всю территорию области за исключением южной части (Запорожье), расположенной ниже порогов и западной части (Криворожья, входящего в Ингулечину).
К Надпорожью также относятся Присамарье (Посамарье) и Приорелье, которые также самостоятельно употребляются в литературе наравне с Надпорожьем.

### Днепропетровская область
- Верхнеднепровский район
- Днепровский район
- Днепр
- Каменское
- Криничанский район (восточная часть)
- Петриковский район
- Синельниковский район (западная сторона)
- Солонянский район

### Кировоградская область
- Онуфриевский район

### Полтавская область
- Кременчугский район (правобережье)

## Исторические центры Надпорожья
Центрами Надпорожья современной индустриальной эпохи являются города Днепр, Каменское и Верхнеднепровск, входящие в Днепровскую агломерацию.
Историческими центрами Надпорожья в домодерную эпоху (X—XVIII века) были населенные пункты Пересечень, Самарь, Кодак, Новый Кодак, Новобогородицкая крепость, Романково, Таромское, Каменское.